# Wieża Montparnasse
Wieża Montparnasse (fr. Tour Montparnasse) – wieżowiec i należące do niego centrum handlowe powstałe w latach 1969-1972, w centrum dzielnicy Montparnasse, przy avenue du Maine 33 w Paryżu. Wieża ma 59 kondygnacji, w tym 54 pięter przeznaczonych na biura, z których każde ma niemal 2000 m². W sumie wynosi to 112 000 m². Taras tworzący 59. piętro jest dostępny dla zwiedzających. W latach 1972–2009 był to najwyższy budynek w Paryżu, a w latach 1972-1990 był najwyższym budynkiem w EWG.

## Podstawowe informacje
- architekci: Beaudouin, Cassan, de Marien i Saubot.
- wysokość do dachu: 210 m,
- masa: 120 000 ton,
- windy: 25 – najszybsza winda porusza się z prędkością 6 metrów na sekundę. Wjazd na wysokość 196 metrów zajmuje jedynie 38 sekund,
- fundament: 70-metrowy z betonu,
- budynek posiada 7200 okien, które tworzą zewnętrzną powierzchnię 40 000 m²,
- na 56 piętrze znajduje się luksusowa restauracja oraz kawiarnia Le ciel de la Paris (pol. Niebo Paryża)[2],
- powierzchnia całkowita (razem z tarasem): 120 000 m².

Ze szczytu wieży można podziwiać jeden z czterech widoków Paryża oznakowanych czterema gwiazdkami w przewodnikach Michelina, z dostępnych dla zwiedzających tarasów widokowych:
- na 56. piętrze z przeszklonej, klimatyzowanej sali, do której wiedzie najszybsza winda w Europie (195 m w 38 sekund)
- na 59. piętrze z najwyższego tarasu w Paryżu, skąd roztacza się widok w promieniu 40 km w pogodne dni

## Historia
Wieża została zbudowana w latach 1962-1972 na terenach, gdzie wcześniej znajdował się dworzec Montparnasse (Gare Montparnasse), który przestał spełniać wymagania Państwowej Spółki Kolei Francuskich (SNCF). Dworzec został przeniesiony pod ziemię o ok. 100 m na północ i zintegrowany ze stacją metra oraz RER. Między nowym dworcem i wieżą powstał wybetonowany plac, który w latach 80. XX w. ozdobiono dwiema fontannami. Jest to jeden z typowych przykładów tzw. stylu międzynarodowego w architekturze.

## Kontrowersje
Prosta architektura tej budowli, jej gigantyczne proporcje i monolityczna struktura były krytykowane już w czasie jej budowy. Krytycy tej budowli zarzucali architektom, że zniszczyła ona atmosferę dawnego Montparnasse, która wcześniej była spokojną dzielnicą małych restauracji, 5-piętrowych kamienic i wąskich ulic. Zmasowana krytyka tego projektu spowodowała, że 2 lata po jej wybudowaniu władze miejskie zakazały budowania tego rodzaju wieżowców w obrębie centralnego Paryża. Krytykowano ją także za „zniszczenie” paryskiego pejzażu. W przewodnikach często jest cytowane stwierdzenie „Wieża oferuje najlepszy widok Paryża, gdyż jest to jedyne miejsce, z którego tej wieży nie widać”.
W 2008 społeczność portalu VirtualTourist uznała wieżowiec za drugi najbrzydszy budynek na świecie.

## Skażenie azbestem
W ramach przeglądu technicznego wieży przeprowadzonego w 2005 r. stwierdzono, że zawiera ona duże ilości azbestu, które potencjalnie mogą zagrażać pracującym w niej ludziom. Wymiana płyt azbestowych wiązałaby się jednak z bardzo wysokimi kosztami i musiałaby trwać trzy lata. W przypadku, gdyby wieża nie miała być zamknięta na czas remontu trwałby on dziesięć lat.

## Wspinaczka na budynek (wybór)
17 stycznia 1995 r. Alain Robert wspiął się na szczyt wieżowca bez sprzętu linowego, chociaż był bliski upadku.
18 września 2020 roku Marcin Banot wspiął się bez zabezpieczeń na szczyt.
30 czerwca 2023 r. kolejny raz Marcin Banot wszedł na budynek, ale nową ścianą jako pierwszy, projekt Moonparnasse. Wejście na wieżę trwało około 75 minut..

## Taras widokowy
Taras widokowy jest dostępny dla turystów w zależności od sezonu. Od godziny 9.30 do 23.30 od 1 kwietnia do 30 września, a w okresie od 1 października do 31 marca od 9.30 do 22.30 (nd. do czw.) i od 9.30 do 23 (pt. i sb. oraz dni świąteczne).
Wejście kosztuje 15 euro dla osób dorosłych, dla studentów i młodzieży w wieku 16-20 lat – 11 euro, dla dzieci od 7-15 roku życia 8,50 euro, a dla osób niepełnosprawnych 7 euro. Bilety można nabyć na miejscu w kasie lub za pośrednictwem strony internetowej wieży.

## Galeria

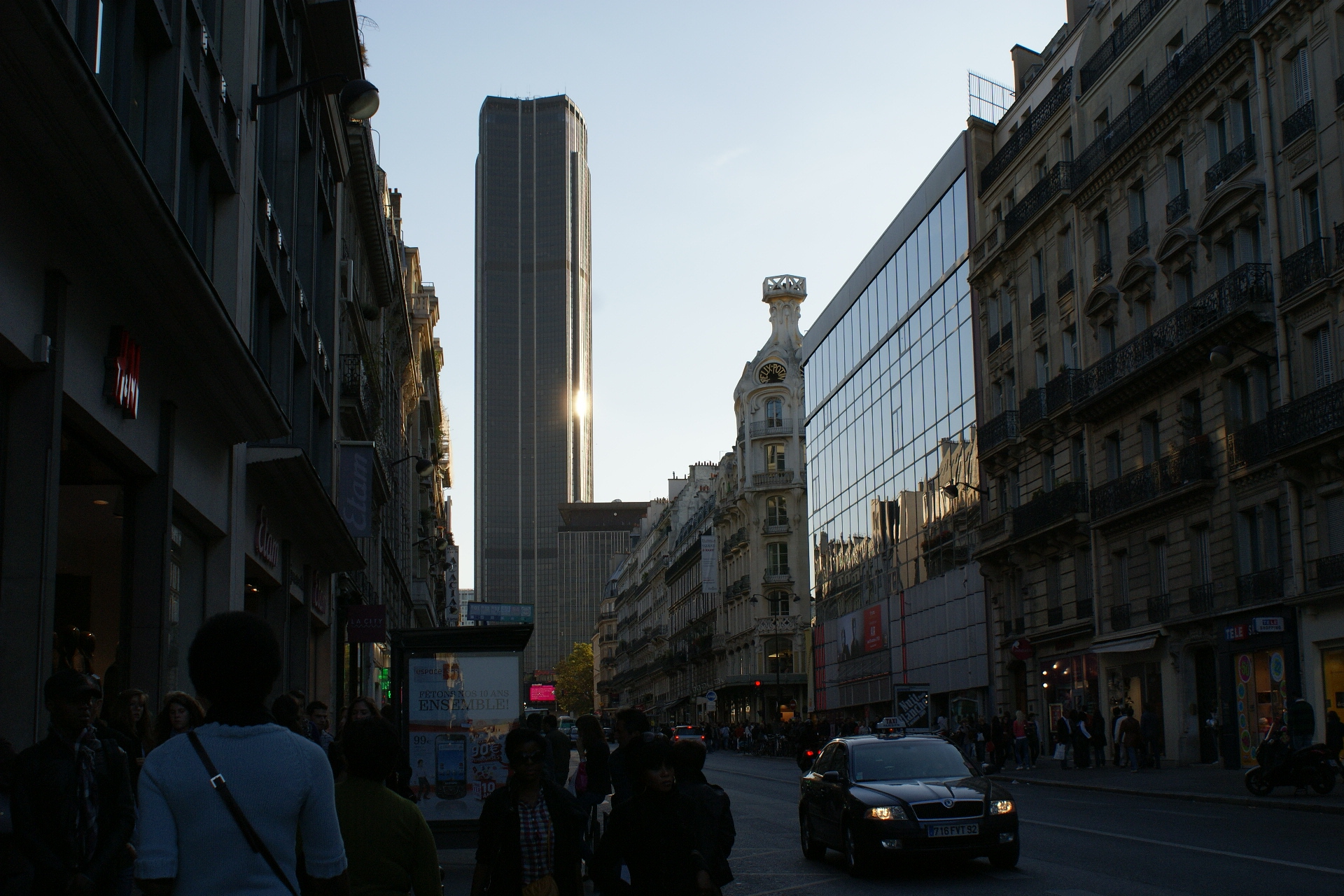
Widok z ulicy
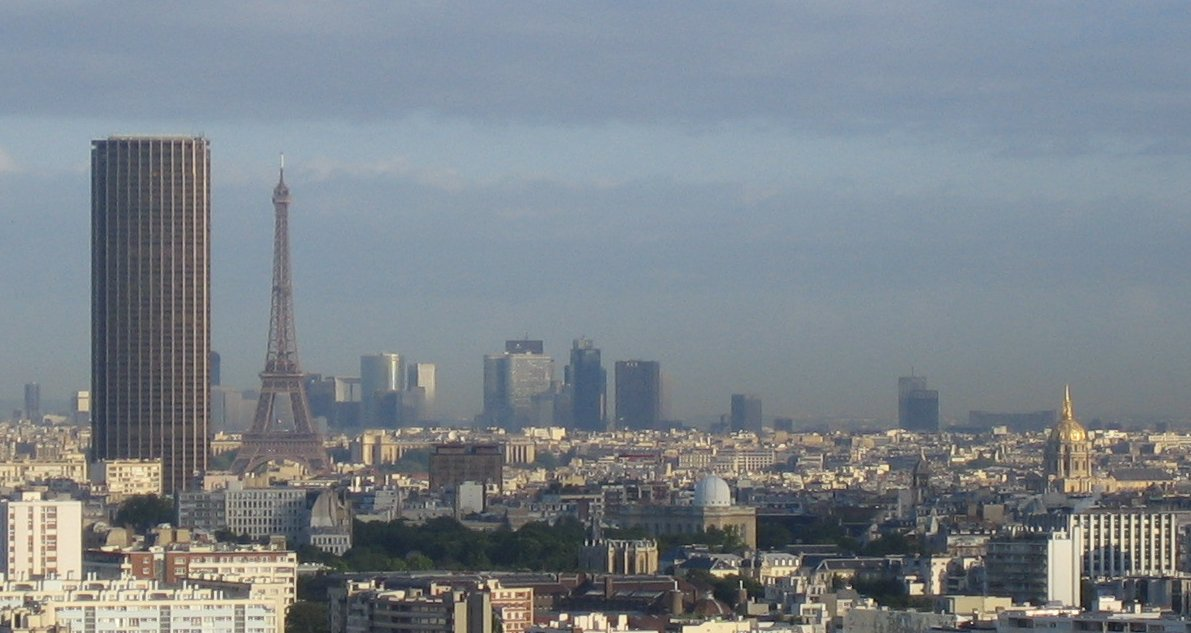
Wieża Montparnasse na tle dzielnicy La Défense
Widok z wieży w nocy
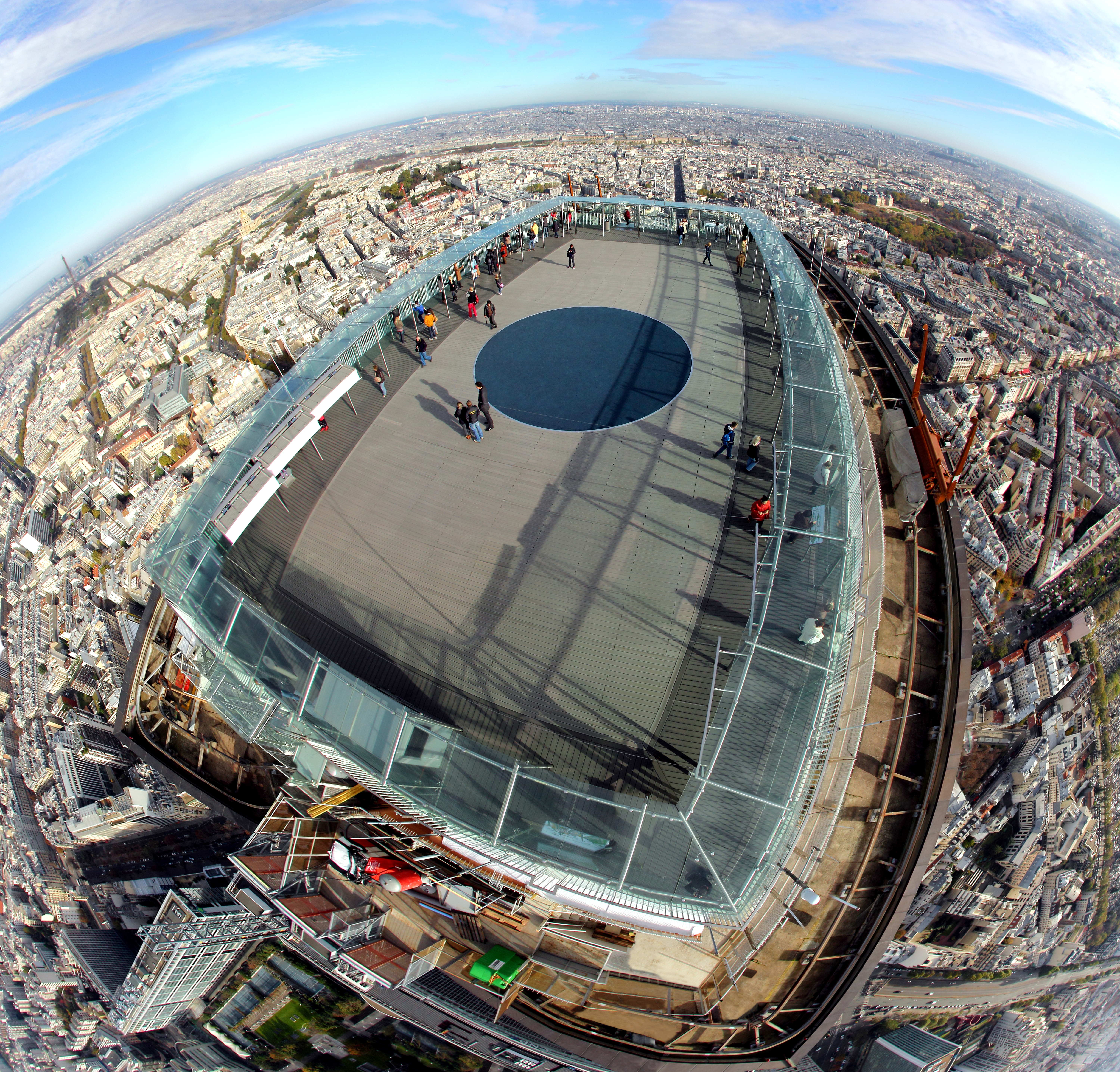
Taras widokowy